# Weißenbach
Weißenbach är ett vattendrag i Österrike.   Det ligger i förbundslandet Steiermark, i den centrala delen av landet, 200 km väster om huvudstaden Wien. Weißenbach ligger vid sjön Grundlsee.
I omgivningarna runt Weißenbach växer i huvudsak blandskog. Runt Weißenbach är det ganska glesbefolkat, med 25 invånare per kvadratkilometer.